# Gare de Košice-Predmestie
La gare de Košice-Predmestie (Košice-Banlieue) est une petite gare de la ville de Košice située dans le quartier Juh (sud).